# Riksväg 4, Nederländerna

Sträckningen för nederländska riksväg 4.

Riksväg 4 (Rijksweg 4) i Nederländerna börjar Amsterdam och går söderut till gränsen mot Belgien. Vägen är motorväg (numrerad A4) hela sträckan.